# آسابو، هوکایدو
آسابو، هوکایدو (به لاتین: Assabu, Hokkaido) یک منطقهٔ مسکونی در ژاپن است که در هوکایدو واقع شده‌است. آسابو  ۴٬۱۰۹ نفر جمعیت دارد.